# Sari Laba Jahe
Sari Laba Jahe is een bestuurslaag in het regentschap Deli Serdang van de provincie Noord-Sumatra, Indonesië. Sari Laba Jahe telt 1210 inwoners (volkstelling 2010).